# 閰小妹
《閻小妹》是冉色斯動畫原創的動畫，亦製作漫畫及遊戲。漫畫於2011年10月15日開始在快樂快樂月刊連載；2012年6月25日發行單行本，由青文出版社出版。動畫於2012年5月21日起在公視主頻播映第1至8集、8月17日起播映第1至13集。官方以8月17日為正式首播，並於兩日前舉行首映記者會。2013年3月5日起繼續播映第14至26集。

## 故事大綱
妖怪世界裡分為東、西兩大城域，雙方距離遙遠少有往來，即使偶有接觸也因彼此不了解而發生衝突；為了促進交流，西方的西冥市市長派出自己的兒子迪米歐前往東方的東閰鎮留學。來到東閰鎮的迪米歐與鎮長的女兒閰小妹結為好友，兩人一起學習、一起探險，帶領觀眾重新認識華人文化裡最具奇幻魅力的異想世界。
故事主舞台東閰鎮的設計採用中國古代街景，角色有人類、東方傳說人物、妖怪、擬人化的動物。

## 歷史
冉色斯執行長姚孟超與動作總監蔡泓泊於2005年12月某天加班時閒聊，提及下一次的奧運將於北京舉行，即將進入華人的世代，中文教學相關產業應該有不錯的前景，便定下製作中文教學動畫的方向。2006年的創作會議上，冉色斯每一名員工各自提出不同的故事表現方式，最後表決出動畫助理施輝達提議的「吸血鬼學中文」，大綱為吸血鬼來到東方，與同樣喜歡吸血的殭屍結為好友，慢慢學習東方的語言及文化。
之後，冉色斯創意總監蘇俊旭請來外部的編劇魏佳宏共同討論劇本，魏佳宏認為殭屍的歷史背景不夠深厚，難以發揮，提議改為閻羅王的女兒，取名「閰小妹」，吸血鬼也改為撒旦之子，取名「路希華」，緊接著製作了樣片〈茶道篇〉，但發表後乏人問津。
冉色斯再聘請廣告導演曾能琪、羅永政與蘇俊旭共同執導，製作樣片〈毽子足球篇〉，這次的製作花費了半年多時間並透支預算，姚孟超與蘇俊旭數度爭執，就在即將放棄、裁撤原創部門之際，傳來〈毽子足球篇〉獲得新加坡亞太電視論壇Superpitch HD雛形作品競賽首獎的捷報，振奮了全公司，也讓閰小妹得以繼續製作下去。
在這個過程中，因為發現與撒旦有關的題材不容易被西方家長接受，於是修改為希臘神話的冥王；又因為製作語文教學需要一定的專業度，再更改內容為呈現東方文化。
2010年，製作了樣片〈貴客到來〉，並預定作為電視版的第一集。製作團隊原先認為航海王、火影忍者等含有許多打鬥場面的作品在台灣的接受度都不錯，因此在〈貴客到來〉當中也安排了一場打鬥戲，但試映後被不少電視台認為過於暴力，可愛的人物造型與不適合兒童收看的武打情節互相衝突。於是製作團隊修改了故事風格，成為現在的樣子。已完成的〈貴客到來〉並未棄用，而是在〈我是大明星〉單元中以劇中劇的方式呈現，並加入眾人反對暴力電影的劇情。2012年5月21日在公視主頻試播第一季電視動畫的第1到8集，8月17日正式播出完整的第1到13集。

## 人物

### 主要角色
- 閰小妹[5]

配音員：謝佼娟
東閰鎮鎮長的女兒，9歲。天真活潑、熱情開朗，好奇心旺盛，也常因此遇上麻煩。擅長功夫，能飛簷走壁。
- 迪米歐

配音員：林美秀
西冥市市長的兒子，為促進東西交流被派往東閰鎮留學。斯文有禮貌，中規中矩，做事一板一眼，每天作息規律，但常被閰小妹突如其來的舉動弄得一團亂...
昏倒次數為全部角色中最多(主要是被閰小妹弄昏的...)
必要時可以變成龍，只是那對牛角還是在頭上。

### 閰小妹和迪米歐的家人
- 閰鎮長

配音員：康殿宏
東閰鎮鎮長，閰小妹的父親。
- 小綠包

迪米歐的怪物行李箱。
- 迪魔

西冥市市長，迪米歐的父親。

### 東閰國小相關
- 葉老師

配音員：龍顯蕙
閰小妹等人的班導師。
- 小震

配音員：劉傑
鳥頭人身，背上有翅膀，取材自雷震子。脾氣火爆，是運動健將。
- 仙仙

配音員：林美秀
嬌媚的狐仙，很愛美，會變身術。
- 阿蟾

配音員：于正昌
身材高胖的蟾蜍，非常貪吃。
- 眼鏡班長

配音員：劉傑
閰小妹班級的班長。造型取材自刑天。
- 糖串串

配音員：龍顯蕙
糖老闆的女兒。為人小心眼、貪慕虛榮。
- 小達

配音員：賀宇傑
達悟族人造型。
- 小栗

配音員：錢欣郁
松鼠。
- 大鍋

三眼妖怪。
- 步校長

配音員：劉傑
東閰小學校長，喜歡書畫，夢想成為藝術家。為人迷信。

### 閰小妹同學的家長
- 糖老闆

配音員：康殿宏
獨眼妖怪。糖葫蘆小販，嗜錢如命的商人。口頭禪是「糖葫蘆一串三毛，你要幾串？」、「要買快買，不買快滾！」。
- 小震的爺爺

配音員：康殿宏
務農為生，個性老實，善惡分明。

### 東閰鎮居民
- 老闆娘

東閰鎮一家早餐店的老闆娘，服務周到，很會做生意。
- 大雞
- 豬老闆／豬老大／豬議員
- 惡魔／壁主任／壁天王
- 畫仙

### 其他角色
- 許願星星

在東閰鎮上一年一度的流星雨活動中出現，傳說中無論是什麼樣的願望都能實現。缺點是語音辨認上的問題。在消耗掉能量之後會變成普通的石頭，恢復能量的方法是人們發自內心真心說出來的讚美話。
- 綠色蠶寶寶

閻小妹在課堂上因為沒挑到蠶寶寶的情形下選出來的綠色外型蠶寶寶，擅長玩球但不喜歡吃桑葉，在最後的羽化階段時才得知那是蝴蝶的幼蟲。
- 地心巨牛

頭上裝有地心磁鐵的地牛。因某天他的烏鴉同伴獨自離開去陪妻子待產三天，外加上身上有蚯蚓而使全身發癢，一度令東閰鎮造成混亂。

#### 其他篇章相關角色

##### 雲之王國大冒險(農博角色)
＂耘耘＂
＂琳琳＂

##### 福爾摩沙大冒險
- 媽祖(配音員：林美秀)
- 千里眼(配音員：夏治世)
- 順風耳(配音員：康秋樂)
- 劍獅娘(配音員：龍顯蕙)
- 巨頭怪阿里(配音員：康殿宏)
- 天穿魔(配音員：夏治世)
- 女媧(配音員：龍顯蕙)

##### 大戰數學魔
- 小豐

東閰國小新同學
- 數學神
- 數學魔

##### 妙妙園遊會
- 妙妙

## 各集列表

### 樣片
- 《閻小妹登場演出-茶道》
- 《閻小妹-足球毽子篇》
- 《貴客到來》

### 閰小妹第一季
| 集數 | 標題             | 首播日期      | 編劇                           | 分鏡                   |
| ---- | ---------------- | ------------- | ------------------------------ | ---------------------- |
| 1    | 功夫雞           | 2012年5月21日 | 曾能琪、蘇俊旭                 | 張詠茹                 |
| 2    | 燈籠迷路了       | 2012年5月21日 | 曾能琪、蘇俊旭、黃心平         | 龍建村                 |
| 3    | 昆蟲大戰         | 2012年5月22日 | 曾能琪、蘇俊旭、黃心平         | 張詠茹                 |
| 4    | 早餐店怪客       | 2012年5月22日 | 曾能琪、蘇俊旭、黃心平         | 劉銘傳                 |
| 5    | 黏踢踢           | 2012年5月23日 | 曾能琪、蘇俊旭、李登雅、張文綺 | 李寧遠                 |
| 6    | 運動大會         | 2012年5月23日 | 曾能琪、蘇俊旭、黃心平         | 張詠茹                 |
| 7    | 神奇生長素       | 2012年5月24日 | 曾能琪、蘇俊旭、李登雅、張文綺 | 張季雅                 |
| 8    | 許願星星         | 2012年5月24日 | 曾能琪、蘇俊旭、馬千代         | 簡嘉誠                 |
| 9    | 地心磁鐵         | 2012年8月29日 | 曾能琪、蘇俊旭、馬千代         | 劉銘傳                 |
| 10   | 養蠶記           | 2012年8月30日 | 曾能琪、蘇俊旭、黃心平         | 林建州、張詠茹         |
| 11   | 小小風獅爺       | 2012年8月31日 | 曾能琪、蘇俊旭、李登雅、張文綺 | 李寧遠                 |
| 12   | 我是大明星（上） | 2012年9月3日  | 曾能琪、蘇俊旭、史銘凱         | 龍建村、張詠茹、吳慶璋 |
| 13   | 我是大明星（下） | 2012年9月4日  | 曾能琪、蘇俊旭、史銘凱         | 龍建村、張詠茹、吳慶璋 |

### 閰小妹第二季
| 集數 | 標題       | 首播日期      | 編劇                                   | 分鏡           |
| ---- | ---------- | ------------- | -------------------------------------- | -------------- |
| 1    | 小震的祕密 | 2013年3月5日  | 曾能琪、蘇俊旭、黃心平                 | 龍建村、劉銘傳 |
| 2    | 魔幻果     | 2013年3月6日  | 曾能琪、蘇俊旭、李登雅、張文綺、陳閎彥 | 李寧遠         |
| 3    | 飛行童玩   | 2013年3月7日  | 曾能琪、蘇俊旭                         | 龍建村、姚曉涵 |
| 4    | 整人玩具組 | 2013年3月8日  | 曾能琪、蘇俊旭、陳閎彥                 | 李寧遠         |
| 5    | 流浪鏡     | 2013年3月11日 | 曾能琪、蘇俊旭、馬千代                 | 張元銘         |
| 6    | 相反燈     | 2013年3月12日 | 曾能琪、蘇俊旭、陳閎彥                 | 李寧遠         |
| 7    | 美得冒泡   | 2013年3月13日 | 曾能琪、蘇俊旭、馬千代                 | 李寧遠         |
| 8    | 聚寶盆     | 2013年3月14日 | 曾能琪、蘇俊旭、馬千代、陳閎彥         | 李寧遠         |
| 9    | 帥哥手環   | 2013年3月15日 | 曾能琪、蘇俊旭、李登雅、張文綺、陳閎彥 | 張詠茹         |
| 10   | 魔鬼樹     | 2013年3月18日 | 曾能琪、蘇俊旭、李登雅、張文綺         | 湯翔麟         |
| 11   | 雲朵棉花糖 | 2013年3月19日 | 曾能琪、蘇俊旭、陳閎彥                 | 張詠茹         |
| 12   | 畫仙       | 2013年3月20日 | 曾能琪、蘇俊旭、李登雅、張文綺         | 劉銘傳         |
| 13   | 恐怖傳說   | 2013年3月21日 | 曾能琪、蘇俊旭、陳閎彥                 | 李寧遠         |

### 雲之林王國大冒險
| 集數 | 標題       | 首播日期       | 編劇                   | 分鏡                   |
| ---- | ---------- | -------------- | ---------------------- | ---------------------- |
| 1    | 創意樂園   | 2013年12月12日 | 蘇俊旭、陳閎彥、黃心平 | 張詠茹                 |
| 2    | 時尚伸展台 | 2013年12月13日 | 蘇俊旭、陳閎彥、黃心平 | 張詠茹                 |
| 3    | 食物歷險記 | 2013年12月16日 | 蘇俊旭、陳閎彥、黃心平 | 林建州                 |
| 4    | 快樂牧場   | 2013年12月17日 | 蘇俊旭、陳閎彥         | 王景嫺、陳心瑩、高珮雯 |
| 5    | 百變拼裝車 | 2013年12月18日 | 蘇俊旭、陳閎彥         | 陳心瑩                 |
| 6    | 碳匯林場   | 2013年12月19日 | 蘇俊旭、陳閎彥、黃心平 | 張詠茹、陳心瑩         |
| 7    | 生命之樹   | 2013年12月20日 | 蘇俊旭、陳閎彥、黃心平 | 張詠茹                 |

### 民間傳說系列
| 集數 | 標題               | 首播日期      | 編劇                           | 分鏡                   |
| ---- | ------------------ | ------------- | ------------------------------ | ---------------------- |
| 1    | 虎姑婆來了（上）   | 2014年1月22日 | 蘇俊旭、陳閎彥、黃心平         | 黃心平、湯翔麟         |
| 2    | 虎姑婆來了（下）   | 2014年1月23日 | 蘇俊旭、陳閎彥、黃心平         | 黃心平、湯翔麟         |
| 3    | 閰小妹西遊記（一） | 2014年1月24日 | 蘇俊旭、陳閎彥、馬千代、黃心平 | 王景嫺、陳心瑩、高珮雯 |
| 4    | 閰小妹西遊記（二） | 2014年1月27日 | 蘇俊旭、陳閎彥、馬千代、黃心平 | 王景嫺、陳心瑩、高珮雯 |
| 5    | 閰小妹西遊記（三） | 2014年1月28日 | 蘇俊旭、陳閎彥、馬千代、黃心平 | 王景嫺、陳心瑩、高珮雯 |
| 6    | 閰小妹西遊記（四） | 2014年1月29日 | 蘇俊旭、陳閎彥、馬千代、黃心平 | 王景嫺、陳心瑩、高珮雯 |

### 異想天開奇遇記
| 集數 | 標題       | 首播日期      |
| ---- | ---------- | ------------- |
| 1    | 天破了     | 2016年5月29日 |
| 2    | 鼓王爭霸賽 |               |
| 3    | 元宵節風波 |               |
| 4    | 白金桐之謎 |               |
| 5    | 五色石補天 |               |

### 歡樂假期
| 集數 | 標題           | 首播日期  | 編劇                           | 分鏡   |
| ---- | -------------- | --------- | ------------------------------ | ------ |
| 1    | 恐怖萬聖節     | 2017年1月 | 蘇俊旭、馬千代、黃心平         | 李寧遠 |
| 2    | 瘋狂聖誕節     | 2017年1月 | 馬千代、蘇俊旭                 | 李寧遠 |
| 3    | 年獸來了       | 2017年1月 | 蘇俊旭、馬千代、黃心平         | 李寧遠 |
| 4    | 妖怪夏令營(一) | 2017年1月 | 馬千代、陳昱君、蘇俊旭、黃心平 | 李寧遠 |
| 5    | 妖怪夏令營(二) | 2017年1月 | 馬千代、陳昱君、蘇俊旭、黃心平 | 李寧遠 |
| 6    | 妖怪夏令營(三) | 2017年1月 | 馬千代、陳昱君、蘇俊旭、黃心平 | 李寧遠 |

### 福爾摩沙大冒險
| 集數 | 標題           | 首播日期      | 編劇   | 分鏡                   |
| ---- | -------------- | ------------- | ------ | ---------------------- |
| 1    | 蚊子怪來襲！   | 2020年4月23日 | 魏王駿 | 李寧遠                 |
| 2    | 劍獅狼拜見！   | 2020年4月24日 | 魏王駿 | 李寧遠                 |
| 3    | 三仙台的秘密   | 2020年4月27日 | 魏王駿 | 李寧遠                 |
| 4    | 媽祖繞境運動會 | 2020年4月28日 | 魏王駿 | 李寧遠                 |
| 5    | 獸王鎧神       | 2020年4月29日 | 魏王駿 | 邱如晴、孫筱涵         |
| 6    | 終極的勇者     | 2020年4月30日 | 魏王駿 | 翁睿妤、羅育萱、林善義 |

### 閰小妹大戰數學魔
| 集數 | 標題                 | 首播日期       | 故事/編劇      | 分鏡                                         |
| ---- | -------------------- | -------------- | -------------- | -------------------------------------------- |
| 1    | 踩一次，願望成真     | 2021年10月9日  | 賴以威、謝豐瑞 | 孫筱涵、楊舒涵、戴佳茹、葉為元、張景崴(動態) |
| 2    | 丟丟看，對決吧       | 2021年10月9日  | 賴以威、謝豐瑞 | 孫筱涵、楊舒涵、戴佳茹、葉為元、張景崴(動態) |
| 3    | 玩心臟病，擊敗數學魔 | 2021年10月16日 | 賴以威、謝豐瑞 | 孫筱涵、楊舒涵、戴佳茹、葉為元、張景崴(動態) |
| 4    | 進城堡，來解鎖       | 2021年10月16日 | 賴以威、謝豐瑞 | 孫筱涵、楊舒涵、戴佳茹、葉為元、張景崴(動態) |
| 5    | 數輪子，雞兔同籠     | 2021年10月23日 | 賴以威、謝豐瑞 | 孫筱涵、楊舒涵、戴佳茹、葉為元、張景崴(動態) |
| 6    | 棋奕三視圖，對決使徒 | 2021年10月23日 | 賴以威、謝豐瑞 | 孫筱涵、楊舒涵、戴佳茹、葉為元、張景崴(動態) |
| 7    | 復刻飲料，看誰厲害   | 2021年10月30日 | 賴以威、謝豐瑞 | 孫筱涵、楊舒涵、戴佳茹、葉為元、張景崴(動態) |
| 8    | 我們的交集           | 2021年10月30日 | 賴以威、謝豐瑞 | 孫筱涵、楊舒涵、戴佳茹、葉為元、張景崴(動態) |

### 閰小妹妙妙園遊會
| 集數 | 首播日期      | 編劇                   | 分鏡                     |
| ---- | ------------- | ---------------------- | ------------------------ |
| 1    | 2023年3月7日  | 馬千代、費工怡、蘇俊旭 | 力比歐動漫工作室、李淳歡 |
| 2    | 2023年3月8日  |                        |                          |
| 3    | 2023年3月9日  |                        |                          |
| 4    | 2023年3月10日 |                        |                          |
| 5    | 2023年3月13日 |                        |                          |
| 6    | 2023年3月14日 |                        |                          |

### 其他
- 《台灣旅遊快樂行》
- 《職業病大進擊》
- 台北捷運票證及乘車安全動畫宣導
- 《閰小妹風獅爺大會》

## 動畫資料

### 格式
- 觀眾群：6至10歲
- 每集長度：11分鐘
- 規格：1920×1080dpi
- 語言：國語，另有閩南語版、英語版、客語華語版。

### 國語版配音
- 配音員：康殿宏、劉鵬傑、謝佼娟、林美秀、龍顯蕙、謝一帆、夏治世、康秋樂
- 配音指導：康殿宏
- 錄音、音效：
  - 第一季：劉更始
  - 第二季：劉更始、吳志偉、謝宗翰、林東逸
  - 第三季錄音：台灣艾肯錄音室徐明婕
  - 第三季音效：黃心平、林育萱
  - 福爾摩沙大冒險錄音：印笛錄音室
  - 福爾摩沙大冒險音效：張景崴

### 華語客語版配音
- 配音員：楊明剛、邱展文、陳寬、黃紹彬、宋菁玲、李涵菲、徐主驊
- 配音指導：楊明剛、謝一帆
- 錄音：開博國際有限公司

### 工作人員
- 製作公司：冉色斯動畫股份有限公司
- 製片：姚孟超
- 執行製片：黃心平、吳慶璋
- 總導演：蘇俊旭
- 導演：曾能琪
- 執行製片：黃心平、吳慶璋
- 執行導演：吳慶璋、蔡泓泊、黃心平、魏王駿
- 專案管理：全可望、陳奕辰
- 故事：蘇俊旭、陳閎彥、姚曉涵、黃心平、馬千代、林迺晴、魏王駿
- 編劇：曾能琪、蘇俊旭、黃心平、李登雅、張文綺、馬千代、史銘凱、陳閎彥、余東穎、楊承諺、廖欣慧、魏王駿
- 對白：費工怡、馬千代、魏王駿
- 分鏡：張詠茹、龍建村、劉銘傳、李寧遠、簡嘉誠、吳慶璋、張季雅、林建州、姚曉涵、張元銘、湯翔麟、王景嫺、陳心瑩、高珮雯、黃心平、呂京霓、蔣富翔、廖欣慧、楊承諺、李楨祥、施宜君、邊士紜、邱如晴、孫筱涵
- 動態分鏡：林育萱、黃心平、吳慶璋、謝一帆、沈彣蒼、蕭國濱、林哲宇、張景崴
- 剪接：黃心平、吳慶璋、蕭國濱、林哲宇、張景崴
- 美術指導：孫筱涵、邱如晴
- 美術：龍建村、姚曉涵、陳佩歆、周信辰、林奕昕、劉銘傳、陳鞍燕、高珮雯、陳心瑩、陳群樺、陳萍、施宜君、黃怡瑄、邊士紜、簡芝嵐、羅育萱、孫筱涵、藍昕、楊舒涵、葉為元、戴佳茹、邱如晴、翁睿妤、葉勝湧
- 3D模型：蘇慧玲、蘇宗一、黃韻涵、周信辰、徐凱瑞、呂宜諺、王均泰、羅子婷、賴宗佑、王慈儀、陳仲威、謝宜潔、張凱富、陳鞍燕、林芝如、侯翰翔、林文麟、劉至華、蘇姿嘉、蘇慧玲、歐信江、江佩蓉
- 材質：廖翊廷、江佩蓉、卓若禹、謝明儒、吳晏慈
- 動作指導：蔡泓泊
- 動作：蔡泓泊、陳建廷、史銘凱、陳閎彥、郭書瑋、蘇宗一、邱嘉彥、蔡宛霖、謝宜潔、盧逸承、周信辰、張凱富、陳柏嵎、施輝達、王慈儀、陳春蓉、龍建村、蘇俊旭、林祐妤、王慈儀、陳懷婠、卓均憲、葉勝湧、林香吟、駱倫璋、顏小傑、劉得彬、黃晴弘、余佳靜、林姿妤、五號倉庫動漫影視有限公司、台灣角川國際動漫有限公司
- 動作、綁定：史銘凱、謝宜潔、彭元治、歐信江、蘇姿嘉、江易儒、葉晏彰
- 特效：吳慶璋、田耘昌、劉宇翔、王淳正、陸繼輝
- 後製合成：洪欣琪、徐凱瑞、陳閎彥、周信辰、黃韻涵、呂宜諺、姚曉涵、蘇慧玲、林奕昕、陳建廷、史銘凱、邱嘉彥、黃心平、吳慶璋、盧泰安、林育萱、盧泰安、鄭秉宜、楊珺崴、田耘昌、黃怡瑄、顏靜妮、劉佩琪、何書瑋、謝耀慧、胡馨云、蔡明蓉、張智誥、李得鑫、符雅清、陳韻安、廖鴻鈞、羅友民
- 行政祕書：許琇媚、許佩玉、黃思婷、姚孟軒、卓俞禎、陳映汝
- 行政企劃：姚孟軒、卓俞禎
- 網路算圖程式：田啟平

### 主題曲
- 《閰小妹》

作曲：陳珍惠
國語歌詞作詞：陳珍惠
客語歌詞作詞：馮輝岳
國語版演唱：陳婉茹
華語客語版演唱：李涵菲

### 其它語言版本
- 2012年9月27日推出閩南語版，於Dimo TV首播。
- 2015年1月11日推出客語華語版（混合使用客家語和國語），於MOMO親子台首播。

### DVD
閰小妹DVD於2013年11月29日由智軒文化發行、紘峻國際銷售，收錄第一季及第二季所有內容，及預告片、發展史、樣片〈茶道篇〉、樣片〈毽子足球篇〉、APP遊戲介紹等特別內容。語言有國語及英語兩種選擇，字幕有正體中文及英文兩種選擇。

## 代言與合作

### 代言法治教育
自2011年開始，冉色斯與臺南地檢署、臺灣透明組織、臺南市政府合作，以閰小妹代言動畫法治教育課程，製作10集的法治教育動畫短片，內容包含反貪、反賄選、反毒、家暴防治、智慧財產權及其他民生犯罪等議題。目前已納入大臺南地區的國小品格教育課程，同時提供DVD免費索取，也在網路上將每集分割為約12個部份連載播放。2013年6月22日以「閰小妹正義急先鋒」之名電視首播，在MOMO親子台播出。

### 各集列表
| 集數 | 標題           | 網路連載標題                        | 網路連載期間           | 電視播出標題     | 電視首播日期  | 編劇          | 編劇   | 分鏡   | 對白   |
| ---- | -------------- | ----------------------------------- | ---------------------- | ---------------- | ------------- | ------------- | ------ | ------ | ------ |
| 1    | 接受賄選的後果 | 閰小妹FB卡通連續劇 - 接受賄選的後果 | 2012年7月19日－8月15日 | 特權新班長       | 2013年6月22日 | 曾能琪 蘇俊旭 | -      | 龍建村 | 林純華 |
| 2    | 拒絕賄選       | 賄不賄？看動畫                      | 2012年4月19日          | 紅包危機         | 2013年6月23日 | 曾能琪 蘇俊旭 | -      | 李寧遠 | 楊宛儒 |
| 3    | 貪腐的後果     | 不可以太貪心喔~~ 閰小妹法治教育影片 | 2012年5月13日－6月7日  | 東閰國小要垮了！ | 2013年6月29日 | 曾能琪 蘇俊旭 | -      | 張詠茹 | 陳韋任 |
| 4    | 如何反貪腐     | 珍珠國風波                          | 2012年2月29日－3月17日 | 珍珠國風波       | 2013年6月30日 | 曾能琪 蘇俊旭 | -      | 張詠茹 | 馬千代 |
| 5    | 拒絕吸毒       | 閰小妹之正義急先鋒 - 恐怖陷阱       | 2012年9月6日－10月15日 | 恐怖陷阱         | 2013年7月6日  | 曾能琪 蘇俊旭 | -      | 李寧遠 | 楊宛儒 |
| 6    | 尊重智慧財產權 | 閰小妹正義急先鋒 - 尊重智慧財產權   | 2013年1月7日－2月4日   | 一模一樣專賣店   | 2013年7月7日  | 曾能琪 蘇俊旭 | 陳韋任 | 李寧遠 | -      |
| 7    | 檢舉環保犯罪   | 無網路連載                          | 無網路連載             | 環保小尖兵       | 2013年7月13日 | 曾能琪 蘇俊旭 | 馬千代 | 張詠茹 | -      |
| 8    | 防止家庭暴力   | 無網路連載                          | 無網路連載             | 小熊，危險！     | 2013年7月14日 | 曾能琪 蘇俊旭 | 陳韋任 | 林建州 | -      |
| 9    | 珍惜健保資源   | 無網路連載                          | 無網路連載             | 住院驚魂記       | 2013年7月20日 | 曾能琪 蘇俊旭 | 馬千代 | 張元銘 | -      |
| 10   | 杜絕校園霸凌   | 無網路連載                          | 無網路連載             | 大鍋來了！       | 2013年7月21日 | 曾能琪 蘇俊旭 | -      | 李寧遠 | 馬千代 |

### 其它代言或合作活動
- 金門機場飛航安全宣導[10]
- 2013雲林農業博覽會
- 雲林縣虎尾鎮福明老街[11]
- 2014年雲林首屆電影節[12]

## 榮譽
| 年份   | 獲提名               | 獎項                                            | 結果 |
| ------ | -------------------- | ----------------------------------------------- | ---- |
| 2008年 | 樣片〈毽子足球篇〉   | 新加坡亞太電視論壇Superpitch HD雛形作品競賽首獎 | 獲獎 |
| 2008年 |                      | 數位內容系列競賽特別獎                          | 獲獎 |
| 2010年 |                      | 廈門動畫競賽金海豚獎                            | 入圍 |
| 2011年 | 樣片〈貴客到來〉     | 韓國SICAF影展參賽片                             | 入圍 |
| 2012年 | 單元〈燈籠迷路了〉   | APP奧斯卡微電影競賽專家評審大獎第一名           | 獲獎 |
| 2012年 | 第一季電視動畫       | 第47屆金鐘獎動畫節目獎                          | 入圍 |
| 2013年 | 第二季電視動畫       | 第48屆金鐘獎動畫節目獎                          | 入圍 |
| 2014年 | 第三季電視動畫       | 第49屆金鐘獎動畫節目獎                          | 入圍 |
| 2015年 | 閰小妹風獅爺大會     | 第50屆金鐘獎動畫節目獎                          | 入圍 |
| 2017年 | 閰小妹異想天開奇遇記 | 第52屆金鐘獎動畫節目獎                          | 入圍 |

## 漫畫
閰小妹漫畫同樣由冉色斯自行編繪，內容與動畫相同，但以四格漫畫呈現。於2011年10月15日開始在快樂快樂月刊連載，2012年6月25日發行全彩印刷單行本。
- 《閰小妹 1》 2012年6月25日發售，ISBN 978-986-310-253-3
- 《閰小妹 2》 2012年12月25日發售，ISBN 978-986-310-378-2

## 外部連結
- 閰小妹-冉色斯卡通頻道.卡通影片 （页面存档备份，存于）
- 公共電視閰小妹網站 （页面存档备份，存于）
- 台視閰小妹網站 （页面存档备份，存于）
- 閰小妹的Facebook專頁
- YouTube上的xanthus3D頻道

## 播放電視台

### 台灣
| 公視主頻 週一至週五 17:00~17:30            | 公視主頻 週一至週五 17:00~17:30 | 公視主頻 週一至週五 17:00~17:30 |
| ------------------------------------------ | --- | ------------------------------- |
|                                            | 閰小妹 （2012年5月21日 - 2012年5月24日）- 第1~8集，一次播兩集                                                                                                  |                                 |
| 卡滋幫                                     | 小豬威比、搞笑大獅 |                                 |
| 公視主頻 週一至週五 17:00~17:12            | |                                 |
| 阿班與蒂兒                                 | 閰小妹 （2012年8月17日 - 2012年9月4日）- 第1~13集 | 波比貓                          |
| Dimo TV 週一至週五 17:30~18:00             | |                                 |
| 卡滋幫（閩南語版）                         | 閰小妹 （2012年9月27日 - 2012年10月5日）- 閩南語版 | 山豬。飛鼠。撒可努              |
| 公視主頻 週一至週五 17:00~17:15            | |                                 |
| 小獅拉拉                                   | 閰小妹 （2013年3月5日 - 2013年3月21日）- 第14~26集（第二季）                                                                                                   | 花園小精靈                      |
| MOMO親子台 週六至週日 15:30~16:00          | |                                 |
| —                                          | 閰小妹正義急先鋒 （2013年6月22日 - 2013年?月?日） | —                               |
| 公視主頻 週一至週五 17:00~17:15            | |                                 |
| 花園小精靈                                 | 閰小妹第三季 （2013年12月12日 - 2013年12月20日）- 第1~7集 | 花園小精靈第二季                |
| 公視主頻 週一至週五 17:15~17:30            | |                                 |
| 歡樂果果國                                 | 閰小妹第三季 （2014年1月13日 - 2014年1月29日）- 第1~13集 | 新春表演廳：太陽劇團 KA         |
| MOMO親子台 週日 15:00~15:30                | |                                 |
| —                                          | 閰小妹 （2015年1月11日 - ?）- 客語華語版 | —                               |
| MOMO親子台 週日 15:15~15:30                | |                                 |
| 喜羊羊與灰太狼之衣櫥大冒險                 | 閰小妹異想天開奇遇記 （2016年5月29日 - 2016年6月） | —                               |
| 臺灣 台視綜合台 每週六至週日 17:30 - 18:00 | |                                 |
| 小貓巴克里                                 | 閰小妹 （2017年9月16日－） | —                               |
| 公視主頻 週一至週五 17:15~17:30            | |                                 |
| 閰小妹風獅爺大會                           | 閰小妹福爾摩沙大冒險 （2020年4月23日 - 2020年4月30日） | 螺絲家族萬事通                  |
| MOMO親子台 週日 17:00~17:30                | |                                 |
| 魔法小學堂                                 | 閰小妹大戰數學魔 （2021年10月9日 - 2021年10月30日）- 一次播兩集                                                                                                | 魔法小學堂                      |
| 公視主頻 週一至週五 17:00~17:15            | |                                 |
| 未來宅急便(第二季)                         | 閰小妹大戰數學魔 （2022年1月11日 - 2021年1月20日） ↓ 閰小妹福爾摩沙大冒險 （2022年1月21日 - 2022年1月28日）                                                    | —                               |
| 公視主頻 週一至週五 17:00~17:15            | |                                 |
| 動物哇哈哈(第二季)                         | 閰小妹福爾摩沙大冒險 （2023年2月15日 - 2023年2月22日） ↓ 閰小妹大戰數學魔 （2023年2月23日 - 2023年3月6日） ↓ 閰小妹妙妙園遊會 （2023年3月7日 - 2023年3月14日） | 未來宅急便(第二季)              |

### 海外
| Astro小太陽 週一至週五 8:15~8:30 | Astro小太陽 週一至週五 8:15~8:30 | Astro小太陽 週一至週五 8:15~8:30 |
| -------------------------------- | -------------------------------- | -------------------------------- |
|                                  | 閰小妹 （2015年8月3日 - ?）      |                                  |
| —                                | —                                |                                  |